# Marvel Legends
Marvel Legends est une ligne de figurines basée sur les personnages des Comics Marvel produite par Toy Biz, puis par Hasbro. Elle est à l'échelle 15 cm. Il existe d'autres collections à l'échelle 10, 20 et 30 cm.

## Historique
Lancé en 2002, Marvel Legends est un dérivé de la gamme Spider-Man Classics de Toy Biz. Comme cette dernière, la figurine est vendue avec un comic book. La première série est composée de Hulk, Captain America, Iron Man et le Crapaud.
Le 1er janvier 2007, Hasbro récupère la licence sur les jouets et les jeux de l'univers Marvel tandis que Toy Biz est renommé Marvel Toys. Le comics disparaît du nouveau blister. Récemment, la production des Marvel Legends a ralenti au point que l'on murmurait son annulation. Finalement, la ligne fait son retour en 2012.

## Chase figures
Depuis le début, Marvel Legends utilise le concept « chase » (recherché) pour désigner les figurines basées sur des personnages moins populaires. Leur surnom est dû au fait qu'elles sont distribuées en petite quantité, suscitant l'envie chez les collectionneurs. Au lieu de nouvelles créations, le côté « recherché » fut limité à des variantes (une tête alternative ou une coloration différente) d'un héros ou vilain d'une même série.

## Build-A-Figure
En 2005, Toy Biz introduit la « Build-A-Figure » (figurine à construire, appelée « BAF » chez les fans) dans la ligne à compter de la série 9. Chaque figurine est emballée avec un élément d'un personnage plus grand — le premier fut un Galactus de 41 cm. Ainsi, lorsque l'on possède toutes les parties, on peut assembler une figure inédite en blister individuel.